# Moorkolonisierung
Moorkolonisierung oder Moorkolonisation bezeichnet die Urbarmachung des Landes und Ansiedlung von Menschen in Moorgebieten.

## Geschichte
In verschiedenen Perioden der Menschheitsgeschichte wurden moorige Feuchtbodengebiete für Siedlung und Landwirtschaft erschlossen. In diesem Sinne könnten viele Siedlungsausgriffe in die Seeuferrandbereiche des Alpenvorlandes während des Neolithikums und der Bronzezeit (sog. Feuchtbodensiedlungen bzw. Pfahlbauten) ebenso als Moorkolonisierung bezeichnet werden, wie etwa auch die Trockenlegung des Forum Romanum durch die Cloaca Maxima in Rom – hier befand sich vordem ein Sumpf, in dem Tote bestattet wurden. Ebenso der legendäre Lacus Curtius, eine Erdspalte, in die Marcus Curtius sich stürzte, um gemäß einem Orakelspruch Unheil von Rom abzuwenden.
Bis ins Mittelalter wurden Moorgebiete meist nur in den Randgebieten landwirtschaftlich genutzt. Ab der Mitte des 18. Jahrhunderts begann der Trend zur Kolonisierung der bisher ungenutzten und damals als nutzlos angesehenen Moorflächen, hauptsächlich um dem Staat durch die sogenannte Peuplierung weitere Einnahmen und die Unabhängigkeit von anderen Staaten zu bringen (→ Friderizianische Kolonisation). Die neu im Moor angesiedelten Bauern, meist einfache Knechte und Mägde, die sich mit der Aussicht auf eigenes Eigentum und Befreiung von Steuern und Militärdienst bewarben, hatten es dagegen schwer. Der niederdeutsche Spruch „Den Eersten sien Dod, den Tweeten sien Not, den Drütten sien Brod“ (Des Ersten Tod, des Zweiten Not und des Dritten Brot) galt wohl in allen Moorgebieten.
Viele Kolonisierungsbestrebungen scheiterten bereits in ihren Anfängen an den überschätzten Erwartungen der Landesherren und am Unvermögen der eingesetzten Siedler, die für die aufwändige Urbarmachung der Moore weder die technischen und finanziellen Mittel, noch die erforderlichen Fachkenntnisse mitbrachten. Aus der Not heraus sahen sich viele Siedler gezwungen, den Torf zu stechen und als Brennmaterial zu verkaufen statt, wie von der Obrigkeit gefordert, die Moorflächen zu Weide- und Ackerland umzubauen. Zudem standen viele Neusiedler in direkter Konkurrenz zu den Interessen der umliegenden Bauern, die ebenfalls auf die Ressourcen der Moore zurückgriffen. Andere Neusiedler gaben die Kolonisation endgültig auf und zogen weg.

## Fehnsiedlungen

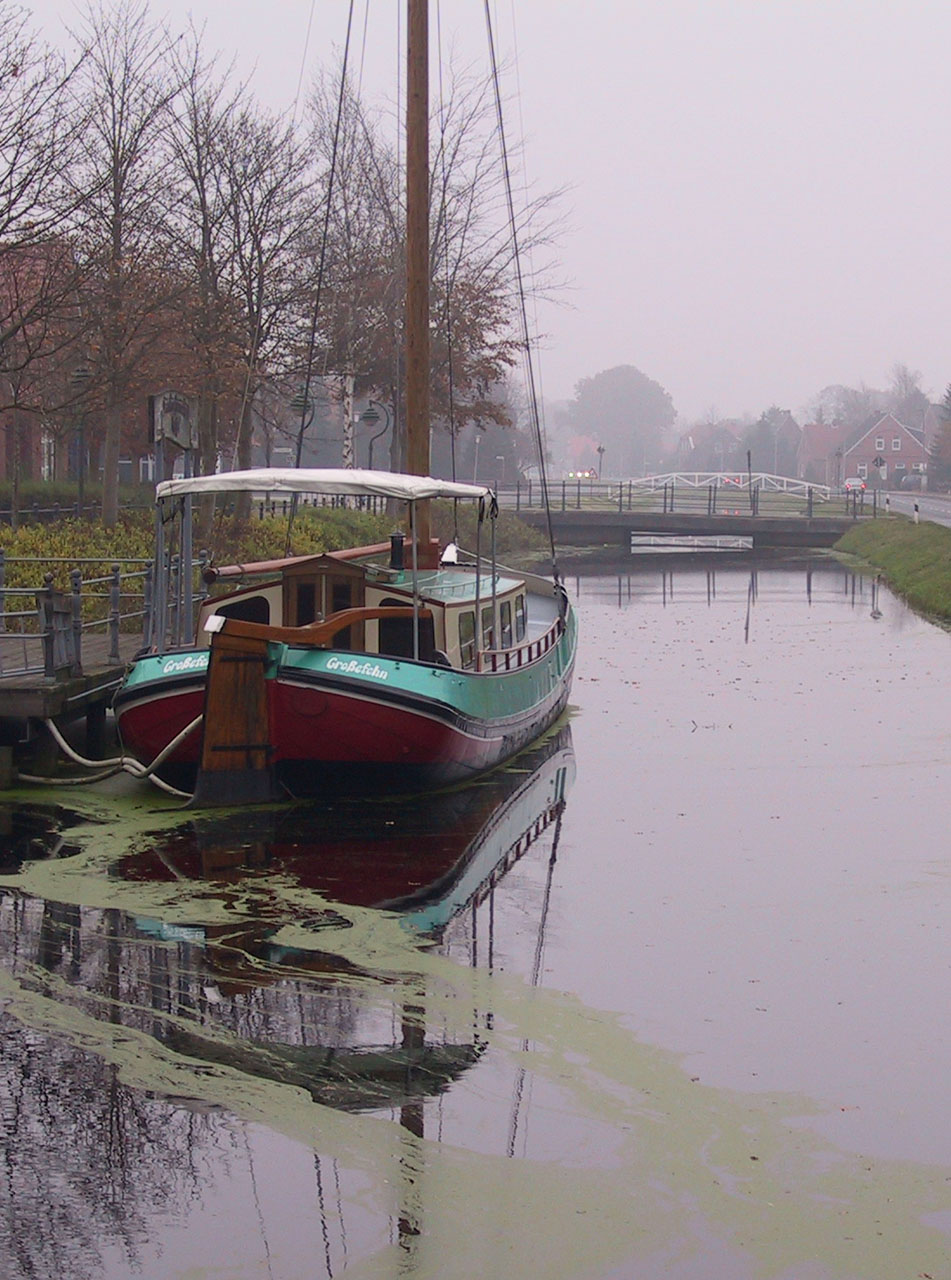
Kanal in Großefehn

Die Fehnkultur kann als eine Form der Binnenkolonisierung gelten, da sie bis dahin unbewohnte und unbewohnbare Gebiete für eine relativ intensive Besiedlung erschlossen hat. Sie hängt mit Kanalbau und Torfstechen zusammen und wurde in den Niederlanden entwickelt, wo die älteste Kolonie das im Jahr 1599 gegründete Oude Pekela ist. Das Fehlen des typischen Namenelements veen/Fehn teilt diese niederländische Moorsiedlung mit Papenburg, der ältesten und zugleich größten deutschen, im Jahr 1630 gegründeten Fehnkolonie im Landkreis Emsland, die den Namen der ehemaligen nördlichen Grenzburg des Bistums Münster bewahrt. Andererseits sind beispielsweise Hatzumerfehn (Gem. Jemgum) und verschiedene niederländische Orte mit dem Grundwort veen (zum Beispiel Aarlanderveen, Waddinxveen) keine Fehnsiedlungen im oben beschriebenen Sinn, was schon daraus hervorgeht, dass die Siedlungsnamen bereits vor dem Aufkommen der eigentlichen Fehnkultur belegt sind. In Holland wurde das Niedermoor bereits seit dem späten Mittelalter oft ohne Berücksichtigung der Überschwemmungsgefahr abgebaut, was zusammen mit den vielen Sturmfluten zur Entstehung vieler Binnenseen führte. In den östlichen Provinzen, namentlich Groningen, Drenthe und Overijssel fing man im 16. Jahrhundert damit an, das dort vorhandene Hochmoor zwecks der Torfgewinnung systematisch abzugraben. Zunächst wurde ein Kanal oder „wijk“ gegraben, später kamen Nebenkanäle oder „dwarswijken“ hinzu.

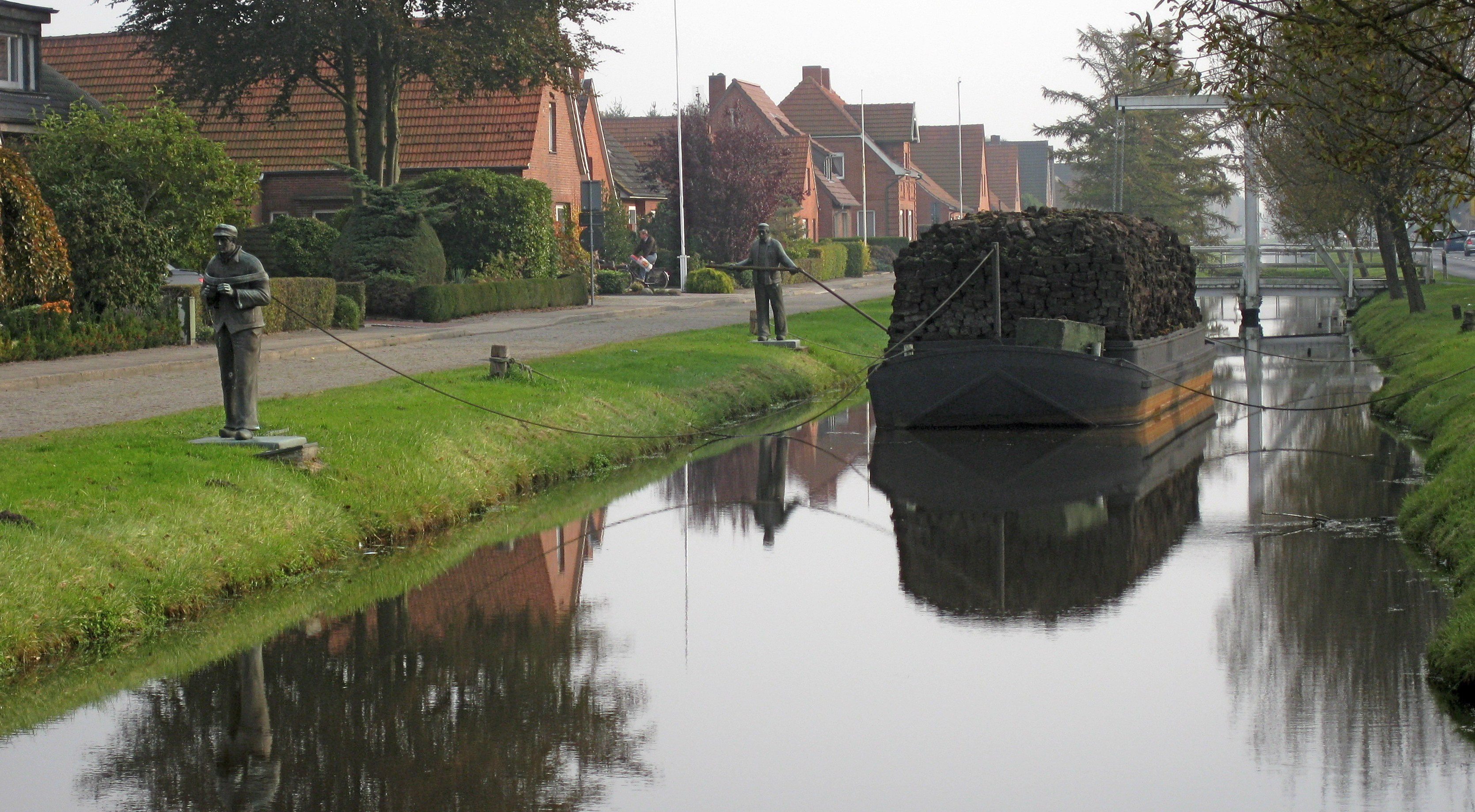
Getreideltes Schiff vor der Von-Velen-Anlage in Papenburg (Splitting rechts)

Die „ideale“ Fehnsiedlung besteht, in den Niederlanden wie in Deutschland, aus einem oder mehreren ins Moor getriebenen, ursprünglich schiffbaren Kanälen, an denen die Siedlerhäuser wie an einer Perlenschnur aufgereiht sind. Der Fehnkanal, die Hauptwieke, diente zunächst zur Entwässerung des Moores, zum Abtransport des Torfes mit getreidelten Schiffen und zur Anfuhr von Baumaterial, Dünger usw. Von der Hauptwieke aus wurden häufig noch Seiten- und Nebenkanäle, die In- und Achter-  oder Hinterwieken, angelegt. Die Anlage von Kanälen passte sich dabei jeweils der Ausdehnung des zu erschließenden Moorgebietes an. Die Kanäle wurden weitgehend ohne technische Hilfsmittel und größtenteils in Handarbeit gegraben. Beiderseits der Kanäle errichteten die Siedler ihre einfachen, einheitlich gebauten Häuser. Die sich oft über Kilometer hinziehenden Reihensiedlungen wirken trotz ihrer Gleichmäßigkeit nicht eintönig. Neben ‚echten’ Fehnsiedlungen wurden jedoch auch solche Moorsiedlungen mit dem Grundwort Fehn belegt, denen der dafür so typische Kanal fehlt. Die jüngste derartige Siedlung ist Hinrichsfehn, die erst nach 1945 gegründet wurde.
Seine höchste Verbreitungsfrequenz hat das nur in einem relativ kleinen Gebiet im äußersten Nordwesten Deutschlands gebräuchliche Siedlungsnamenselement Fehn (Neutrum) in Ostfriesland (d. h. im ehemaligen Regierungsbezirk Aurich). Darüber hinaus kommt Fehn auch in den angrenzenden Gebieten vor, so in den Landkreisen Ammerland (Augustfehn, Friedrichsfehn, Petersfehn – wobei als Besonderheit bei den beiden letzteren Orten nie der typische zentrale Fehnkanal gebaut wurde), Cloppenburg (Elisabethfehn, Kamperfehn, Kartzfehn), Emsland (Fehndorf, Wittefehn) und Oldenburg (Moslesfehn). Damit dürfte das gesamte deutschsprachige Verbreitungsgebiet dieses Namentyps, der im Idealfall zugleich einen Siedlungstyp bezeichnet, erfasst sein. Als Appellativ ist es auch im Niederdeutschen nicht mehr gebräuchlich, außer zur regionalsprachlichen Bezeichnung einer bestimmten Siedlung (meistens der eigenen: „bi uns up’t Fehn“).
Die Lebensbedingungen der ersten Siedler (Fehntjer) waren durchweg erbärmlich. Zur Wohnung dienten zunächst nur primitivste Hütten aus Torfplacken und die Nahrungsversorgung blieb auf wenige Komponenten beschränkt. Nachdem aber die erste Not überstanden war, verstanden es die Bewohner, ihre Wirtschaftsgrundlage auszubauen, und die Fehnsiedlungen erlebten in der Folgezeit einen merklichen Aufschwung. Das geflügelte Wort „Den Ersten sien Doad, den Tweten sien Not, den Dridden sien Broad“ soll aus der Zeit der Fehnbesiedelung stammen. Viele Fehntjer fanden in der Neuzeit andere Einkommensquellen, zum Beispiel in der Seeschifffahrt.

## Kolonisierte Moorgebiete

### Teufelsmoor bei Bremen
Die Kolonisation des Teufelsmoores bei Bremen ging vom hannoverschen Kurfürsten aus. 1751 wurde Jürgen Christian Findorff, der Namensgeber der Findorff-Siedlungen, mit der Umsetzung der Moorkolonisation beauftragt und 1771 zum Moorkolonisator ernannt.
Zunächst wurden im Moor etliche Gräben und Kanäle angelegt. Sie dienten der Entwässerung und sollten vor Überschwemmungen schützen. Außerdem entstand durch die Kanäle ein gutes Verkehrsnetz, denn Straßen gab es auf dem sumpfigen Land noch nicht. Bau und Pflege von Wasserstraßen war oberste Pflicht für die Kolonisten und so entstanden neben unzähligen kleinen Gräben zum Beispiel der Hamme-Oste-Kanal (1769–1790) und der Oste-Schwinge-Kanal (ab 1772).
Auf dem entwässerten Land entstanden kleine Siedlungen. Sie sollten in der Nähe von Wiesen- und Grünland liegen, um den Bauern Viehhaltung zu ermöglichen, und an Schwarz- oder Brauntorfreservoirs grenzen. Findorff beschränkte die Ortschaften auf 25–30 Höfe. Die Hofgröße wurde für eine 6-köpfige Familie errechnet und bestand aus 50 Morgen Acker- und 15 Morgen Weide- und Torfstichfläche. In den Jahren zwischen 1750 und 1782 entstanden so 36 Dörfer mit 722 Höfen und rund 3000 Bewohnern und Findorff sorgte mit dem Bau von Schulen und Kirchen auch für die Infrastruktur der Siedlungen.
Die Siedler erhielten als Starthilfe Bauholz, Getreide und Obstbäume aus den Herrenhäuser Gärten in Hannover. Allerdings war das Leben der Siedler sehr entbehrungsreich. Die Viehhaltung gestaltete sich sehr schwierig. Um Geld zu erhalten, konnte man nur den Torf verkaufen, der dann per Torfkahn vor allem nach Bremen gebracht wurde, und zusätzlich musste man noch die auferlegten Pflichten erfüllen: Bau und Instandhaltung von Gräben, Dämmen und Brücken. Obwohl der Torfhandel eigentlich nur als Übergang gedacht war, blieb er für die meisten Moorbauern Haupterwerbsquelle.
Zu den Moorkolonien zählen:
- Wörpedorf, 1751 (seit 1974 zu Grasberg)
- Eickedorf, 1753 (seit 1974 zu Grasberg)
- Ströhe, 1755 (heute zu Hambergen)
- Heudorf, 1756 (heute Heudorfer Straße in Worpswede)
- Rautendorf, 1762 (seit 1974 zu Grasberg)
- Lünigsee, 1763 (1929 zu Westerwede, 1937 zu Worphausen, 1974 zu Lilienthal)
- Lüninghausen, 1764 (1929 zu Westerwede, 1937 zu Worphausen, 1974 zu Lilienthal)
- Worphausen, 1764 (1974 zu Lilienthal)
- Westerwede, 1764 (1937 zu Worphausen, 1974 zu Lilienthal)
- Hüttendorf, 1776 (heute Hüttendorfer Straße in Worpswede)
- Moorende, 1778 (1937 zu Worphausen, 1974 zu Lilienthal)
- Mooringen, 1778 (1937 zu Worphausen, 1974 zu Lilienthal)
- Iseler, 1780 (heute Iselersheim, seit 1974 zu Bremervörde)
- Neuendamm, 1780 (heute Iselersheim, seit 1974 zu Bremervörde)
- Huxfeld, 1789 (heute zu Grasberg)
- Posthausen, 1790 (seit 1972 zu Ottersberg)
- Adolphsdorf, 1800 (seit 1974 zu Grasberg)
- Schlußdorf, 1800 (seit 1974 zu Worpswede)
- Schrötersdorf, 1805 (heute Schrötersdorfer Weg in Lilienthal)
- Neu Mooringen, 1808 (1929 zu Mooringen, 1937 zu Worphausen, 1974 zu Lilienthal)

### Großes Moor bei Bremervörde
Ab 1782 widmete sich Findorff der Bremervörder Gegend. Im ehemaligen Großen Moor nutzte er seine Erfahrungen der Teufelsmoor-Kolonisation. Viele der Siedler kamen daher auch aus dem Teufelsmoor.
Bei der Planung war kein Weideland vorgesehen. Später wurde auf Bitte der Moorbauern aber Weideland gekauft, auf dem nach Abbrennen der obersten Moorschicht (Brandkultur) nur Buchweizen angebaut werden konnte. Die Fertigstellung des Kanalsystems dauerte bis 1822.

### Großes Moor bei Gifhorn
Im Großen Moor bei Gifhorn wurde Neudorf-Platendorf 1796 auf Veranlassung der Regierung des damaligen Kurfürstentums Hannover als Moorkolonie gegründet.

### Emsland
Viele Siedlungsgründungen datieren aus dem Jahre 1788:
1. Adorf, 1775 (seit 1974 Gem. Twist)
2. Alte Piccardie, 1647 (seit 1974 Gem. Osterwald)
3. Altenberge (Haren), 29. August 1810
4. Breddenberg, 1788
5. Fehndorf, 1912
6. Füchtenfeld, 1945 (Gem. Wietmarschen)
7. Georgsdorf, um 1750
8. Hebelermeer, 15. Juli 1788 (seit 1974 Gem. Twist)
9. Hesepertwist, 1784 (seit 1964 Gem. Twist)
10. Klausheide, 27. April 1914 (seit 1974 Stadt Nordhorn)
11. Lindloh (Haren), 29. Juli 1788
12. Mühlengraben (Gem. Wachendorf, seit 1978 zu Lingen)
13. Neubörger, 1788
14. Neulehe, 1788
15. Neudersum, 1788 (Gem. Dersum)
16. Neudörpen, 1788 (Gem. Dörpen)
17. Neurhede, 1788 (Gem. Rhede)
18. Neuringe, (seit 1974 Gem. Twist)
19. Neusustrum, 1788 (Gem. Sustrum)
20. Neuversen, 1788 (Stadt Meppen)
21. Papenburg, 1631
22. Rühlermoor/Rühlerfeld, (seit 1974 Gem. Twist)
23. Rühlertwist, 1788 (seit 1964 Gem. Twist)
24. Rütenbrock, 29. Juli 1788
25. Schöninghsdorf, 1875, (seit 1968 Gem. Twist)
26. Schwartenberg (Haren), 29. Juli 1788
27. Schwartenpohl, 8. Dezember 1764 (seit 1974 Gem. Wietmarschen)

### Ammerland
1. Augustfehn (Gem. Apen)
2. Augustfehn II (Gem. Apen)
3. Augustfehn III (Gem. Apen)
4. Friedrichsfehn (Gem. Edewecht)
5. Kleefeld (Gem. Edewecht)
6. Süddorf (Gem. Edewecht)
7. Ihausen (früher Augustfehn-Nord – Stadtgemeinde Westerstede)
8. Hogenset (Gem. Edewecht)
9. Husbäke (Gem. Edewecht)
10. Jeddeloh II (Gem. Edewecht)
11. Mosleshöhe (Gem. Edewecht)[5]
12. Wittenriede (Gem. Edewecht)
13. Petersfehn I (Gem. Bad Zwischenahn)
14. Petersfehn II (Gem. Bad Zwischenahn)
15. Karlshof (Stadt Westerstede)
16. inoffiziell: „Pudelfehn“ (eine Kleinsiedlung in der Gemeinde Apen - Pudelfehnerweg)

### Cloppenburg
1. Ahrensdorf (Gem. Friesoythe)
2. Edewechterdamm (Gem. Friesoythe und Bösel)
3. Elisabethfehn (Gem. Barßel)
4. Gehlenberg, 1788 (Gem. Friesoythe)
5. Glaßdorf[6] (Gem. Bösel)
6. Heinfelde (Gem. Friesoythe)
7. Hülsberg (Gem. Bösel)
8. Kamperfehn (Gem. Friesoythe)
9. Kartzfehn (Gem. Bösel)
10. Neuvrees, 1788 (Gem. Friesoythe)
11. Ostland (Gem. Bösel)
12. Overlahe (Gem. Bösel)

### Oldenburg (Landkreis)
1. Benthullen (Gem. Wardenburg)
2. Harbern I (Gem. Wardenburg)
3. Harbern II (Gem. Wardenburg)
4. Moslesfehn (Gem. Wardenburg)[5]

### Ostfriesland
In Ostfriesland gab es auf der Geest weite nicht landwirtschaftlich genutzte Flächen, die erst ab dem 17. Jahrhundert in Kultur genommen wurden. Die ältere Form dieser Kolonisierung ist die „Fehnkolonisation“, wie sie weiter oben ausführlich beschrieben wird. Einen Aufschwung nahm die Kolonisierung durch das Urbarmachungsedikt.
In Ostfriesland gibt es folgende Kolonien (mit Angabe der Gründungsdaten und der Gründernamen):
1. Bargerfehn 1772 (Gem. Uplengen)
2. Beningafehn 1772: Familie Lantzius-Beninga (Samtgemeinde Hesel)
3. Berumerfehn 1794 (Gem. Großheide)
4. Boekzetelerfehn 1647 (Gem. Moormerland)
5. Brückenfehn 1772 (Gem. Filsum / Sammtgemeinde Jümme)
6. Busboomsfehn 1772: Familie Busboom (Samtgemeinde Jümme)
7. Büschersfehn 1772: Familie Büscher (Gem. Moormerland)
8. Großefehn 1633 (selbständ. Gem.)
9. Hatzumerfehn (Gem. Jemgum, keine „Fehnsiedlung“)
10. Hinrichsfehn; nach 1945: Jan Hinrichs (Stadt Wiesmoor)
11. Holterfehn 1820 (Gem. Ostrhauderfehn)
12. Hüllenerfehn 1639 (Gem. Ihlow)
13. Idafehn 1893: Großherzogin Ida von Oldenburg (Gem. Ostrhauderfehn)
14. Ihlowerfehn 1780 (Gem. Ihlow)
15. Jheringsfehn 1660: Sebastian Ihering (Gem. Moormerland)
16. Klosterfehn 1876 (Gem. Rhauderfehn)
17. Lammertsfehn 1772/1773: Familienname Lammert(s) (Samtgemeinde Jümme)
18. Lübbertsfehn 1637: Lübbert Cornelius (Gem. Ihlow)
19. Lütjensfehn ? (Samtgem. Holtriem)
20. Meinersfehn 1773: Familienname Meiner(ts) (Gem. Uplengen)
21. Mittegroßefehn (Gem. Großefehn)
22. Neuefehn 1660 (Samtgem. Hesel)
23. Neukamperfehn 1972: durch Umbenennung (Samtgem. Hesel)
24. Nordgeorgsfehn 1829: Georg IV. von Hannover (Gem. Uplengen)
25. Oltmannsfehn 1813: Oltmann Leenderts (Gem. Uplengen)
26. Ostgroßefehn (Gem. Großefehn)
27. Ostrhauderfehn 1769 (selbständ. Gem.)
28. Priemelsfehn ca. 1895: Robert Priemel (Gem. Friedeburg)
29. Rammsfehn 1929/1930: Staatssekretär Ramm (Stadt Wiesmoor)
30. Rhauderfehn 1769 (selbständ. Gem.)
31. Spetzerfehn 1746 (Gem. Großefehn)
32. Steenfelderfehn 1780/1790 (Gem. Westoverledingen)
33. Stiekelkamperfehn 1660 (Samtgem. Hesel)
34. Südgeorgsfehn 1829: Georg IV. von Hannover (Gem. Uplengen)
35. Upschört um 1800 (Gem. Friedeburg)
36. Veenhusen (Gem. Moormerland)
37. Völlenerfehn 1649? (Gem. Westoverledingen)
38. Völlenerkönigsfehn 1800 (Gem. Westoverledingen)
39. Voßbarg 1787 (Stadt Wiesmoor)
40. Wagnersfehn 1771: J. G. Wagner (Samtgem. Esens)
41. Warsingsfehn 1736: Gerhard Warsing (Gem. Moormerland)
42. Westgroßefehn (Gem. Großefehn)
43. Westrhauderfehn (Gem. Rhauderfehn)
44. Wiesederfehn 1797 (Stadt Wiesmoor)
45. Wilhelmsfehn 1878/1879: Kaiser Wilhelm I. (Stadt Wiesmoor)
46. Zinskenfehn 1772: Rufname Zinske? (Gem. Uplengen)

Viele Ortsbezeichnungen sind jedoch durch Namenswechsel in Vergessenheit geraten oder heute ungebräuchlich:
- Apennärsfehn (= Neufirrel, Gem. Uplengen)
- Aurich-Oldendorfer Fehn (= nördl. Teil von Ostgroßefehn, Gem. Großefehn)
- Bietzerfehn (= Neufirrel, Gem. Uplengen)
- Coldeborgerfehn (= Balkhaus, Gem. Jemgum)
- Falkenfehn (wohl bei Falkenhütten, Gem. Ihlow)
- Fiebings-Fehn (= Fiebing, Gem. Großefehn)
- Jobusfehn (= Neuefehn, Samtgem. Hesel)
- Hagerfehn (= südwestl. Teil von Berumerfehn)
- Hooksterfehn (= Jheringsfehn, Gem. Moormerland)
- Horstenfehn (= Südermoor, Samtgem. Hesel)
- Königsfehn (= Grävenburg, Gem. Westoverledingen)
- Lehmhüttenfehn (= Hinrichsfehn, Stadt Wiesmoor)
- Louwermanns Vehn (= Beningafehn, Samtgem. Hesel)
- Mitlingerfehn (= nördl. Teil von Völlenerfehn, Gem. Westoverledingen)
- Neues Timmeler Fehn (= Neuefehn, Samtgem. Hesel)
- Norderfehn (= Berumerfehn, Gem. Großheide)
- Ostersander Vehn (= Lübbertsfehn, Gem. Großefehn)
- Poggenfehn (bei Müggenkrug, Stadt/Lkr. Wittmund)
- Pottsvehn (= Hüllenerfehn, Gem. Ihlow)
- Rauder-Oster-Fehn (Gem. Ostrhauderfehn)
- Rauder-Wester-Fehn (= Westrhauderfehn, Gem. Rhauderfehn)
- Rorichmohrmervehn (= Warsingsfehn, Gem. Moormerland)
- Timmeler Großes Fehn (= Großefehn, Gem. Großefehn)
- Westersander Vehn (= Hüllenerfehn)

Erwähnenswert sind außerdem „inoffizielle“ Namen wie Tuitjersfehn bei Boen, Samtgem. Bunde. (B. E. Siebs: Das Rheiderland, Kiel 1930:27), Busemannsfehn für einen Teil von Warsingsfehnpolder (Gem. Moormerland), wo die Familie Busemann Grundbesitz hatte, wozu es sicher noch Ergänzungen gibt.

### Schleswig und Holstein
Die Kolonisation der „jütischen Heiden“ war in der ersten Hälfte des 18. Jahrhunderts bereits dreimal im kleinen Stil versucht worden. Ein vierter Versuch begann 1759, scheiterte jedoch weitgehend: Von ursprünglich 4.000 geplanten Siedlerstellen wurden nur 600 geschaffen, lediglich 500 blieben dauerhaft bestehen. Der dänische König Friedrich V. und sein Kanzler Johann Hartwig Ernst von Bernstorff hatten versucht, Siedler aus Süddeutschland anzuwerben, die die Heide- und Moorlandschaft im Amt Gottorf und im Amt Flensburg im Herzogtum Schleswig urbar machen und damit die Einnahme der Krone steigern sollten. Den Kolonisten wurde ein Haus mit der notwendigen Erstausstattung sowie Geld versprochen. Die meisten der in der Pfalz, Baden, Württemberg und Hessen Geworbenen fanden jedoch bei ihrer Ankunft nichts vor. Viele reisten trotz Verbots sofort wieder ab. Die Übrigen bemerkten bald, dass das Land nicht kultivierbar und viel zu knapp bemessen war, als dass seine Erträge eine Familie ernähren konnten. Dabei war ihnen nicht einmal Dünger zur Verfügung gestellt worden. Die Häuser mit den in Schleswig-Holstein üblichen offenen Feuerstellen, von denen die ersten erst 1761 fertiggestellt waren, entsprachen nicht den Wünschen der neuen Siedler, die gemauerte Kamine gewohnt waren. Um wenigstens einige der Neusiedler zu halten, ließ die Regierung Rauchabzüge einbauen. Ein solches Kolonistenhaus ist im Freilichtmuseum Molfsee zu sehen. Da sich die Kolonisation als aufwändiger darstellte als geplant, beschloss der Dänische Staat 1765 die Investitionen in die Kolonisation zu beenden und stellte die versprochenen Zahlungen an die Kolonisten ein. Die sich selbst überlassenen Siedler mussten aus ihrer Not Torf als Brennmaterial verkaufen, statt die Moorflächen zu Weide- und Ackerland umzubauen. Etliche in Jütland gescheiterte Siedler folgten dem Aufruf der russischen Kaiserin Katharina II. und siedelten sich ab 1764 an der Wolga, am Schwarzen Meer oder auch in der Kolonie Hirschenhof in Lettland an.
Die damals gegründeten Orte wurden häufig nach dem König benannt wie Friedrichsholm und Friedrichsau oder nach seinem Sohn (Prinzenmoor, Christiansholm), teilweise aber auch schlicht Neubörm, Westscheide oder einfach Kolonie wie ein heutiger Ortsteil von Handewitt.

### Donaumoos

#### Altbayerisches Donaumoos
Das Altbayerische Donaumoos wurde ab 1796 wurde trockengelegt, was die größte Neulandgewinnung in Bayern seit dem Mittelalter darstellte. Von der ursprünglichen Moorfläche von 180 km² ist heute ein Drittel kultiviert. Heute bestehen dort noch die drei Gemeinden Karlshuld, Königsmoos und Karlskron, in welche auch die ehemaligen Gemeinden Grasheim, Klingsmoos, Ludwigsmoos und Untermaxfeld 1970 aufgegangen sind. 

## Ehemals besiedeltes Moorgebiet
Das Zickentaler Moor, mit 42 ha größtes Moor in  Pannonien und Österreich, ist ein mind. 10.000 Jahre altes Niedermoor zwischen den Orten Eisenhüttl (sic!), Heugraben und Rohr im Burgenland. Um Rohr wurde Besiedlung in der Jungsteinzeit und in der Zeit um 5000 v. Chr. nachgewiesen. Seit 1991 sind die Auwiesen Zickenbachtal Naturschutzgebiet des Burgenlands.